# Carceri feudali
Le Carceri feudali costituivano la prigione della contea superiore dei Carafa, che aveva come capoluogo Cerreto Sannita. Le carceri sono site di fronte alla collegiata di San Martino, alle spalle della taverna ducale e di fianco al palazzo del Genio.
L'ingresso originario è sito in via Sannio.

## Storia

### Le carceri nellavecchiaCerreto

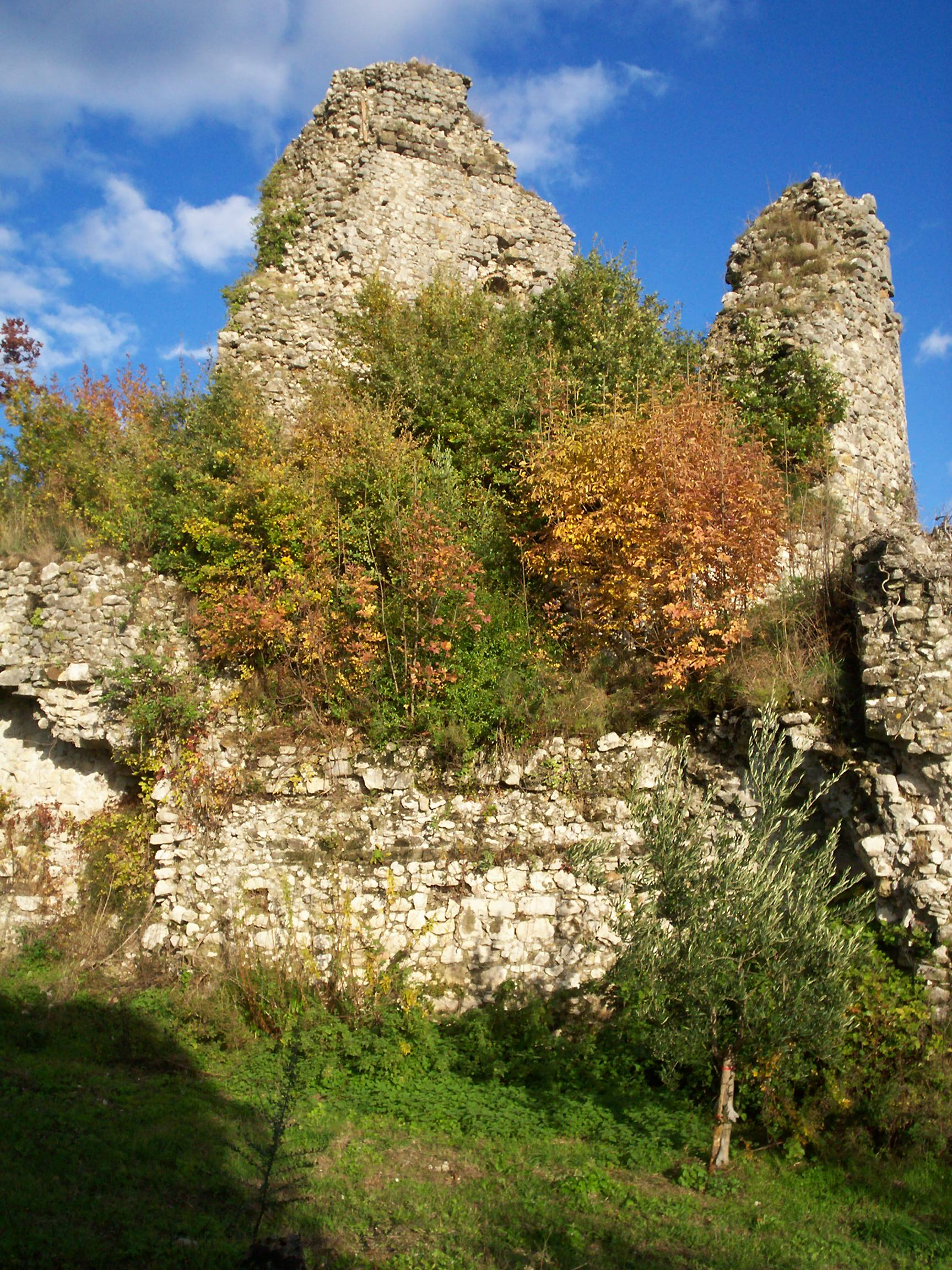
I ruderi del torrione di Cerreto antica che fino al 1688 aveva funzioni carcerarie.

Prima del sisma del 1688 le carceri trovavano posto nel torrione, massiccia torre cilindrica i cui cospicui ruderi costituiscono oggi una delle poche testimonianze visibili di Cerreto antica. La tesi che il torrione era adibito a funzioni carcerarie è sostenuta dallo storico locale Renato Pescitelli che a sostegno della sua tesi presenta diversi documenti antichi ed una pregevole pergamena del XVII secolo. Quest'ultima raffigura dei detenuti che dalla cima del torrione calano con una fune un cesto allo scopo di ricevere dei viveri.
In un atto del notaio Cappella del 1611 vi è scritto che nel torrione si era soliti rinchiudere i delinquenti.
Cerreto, in qualità di capoluogo della contea superiore dei Carafa, era obbligata a tenere le carceri e forse il torrione fu edificato proprio per essere adibito a funzioni carcerarie.
Il torrione, cinto da un fossato, era accessibile tramite un ponte che immetteva nell'ambiente abitato dal custode del carcere. Le carceri civili trovano posto nella parte alta del torrione mentre le carceri penali erano site in un grande ambiente interrato chiamato "fossa" e che era comunicante con la stanza superiore tramite una scala a pioli collegata ad una botola, quest'ultima protetta da una ringhiera di ferro (la "saettera"). Nella sala sovrastante la "fossa" trovavano posto degli strumenti di tortura.
Dal libro dei morti della chiesa parrocchiale si apprende che:  il 1º marzo 1661 morì soffocato nella "fossa" il detenuto Giovan Battista Magnati, detto Zeza; il 15 luglio 1670 si suicidò gettandosi dal torrione, probabilmente per disperazione, il detenuto Angelo Battaglino di Morcone; nel 1676 il detenuto Decio Piscitella evase calandosi dalla cima del torrione.
Con il passare del tempo le pene furono alleviate e fu espressamente vietata la carcerazione nella "fossa" perché sotterranea ed in contrasto con le disposizioni regie in materia. Fu anche disposto che le donne condannate alla reclusione dovevano scontare la loro pena presso i parenti. Fu inoltre stabilito che la pena per i ladri di viveri e di frutta era la gogna in pubblica piazza.

### Le carceri nellanuovaCerreto

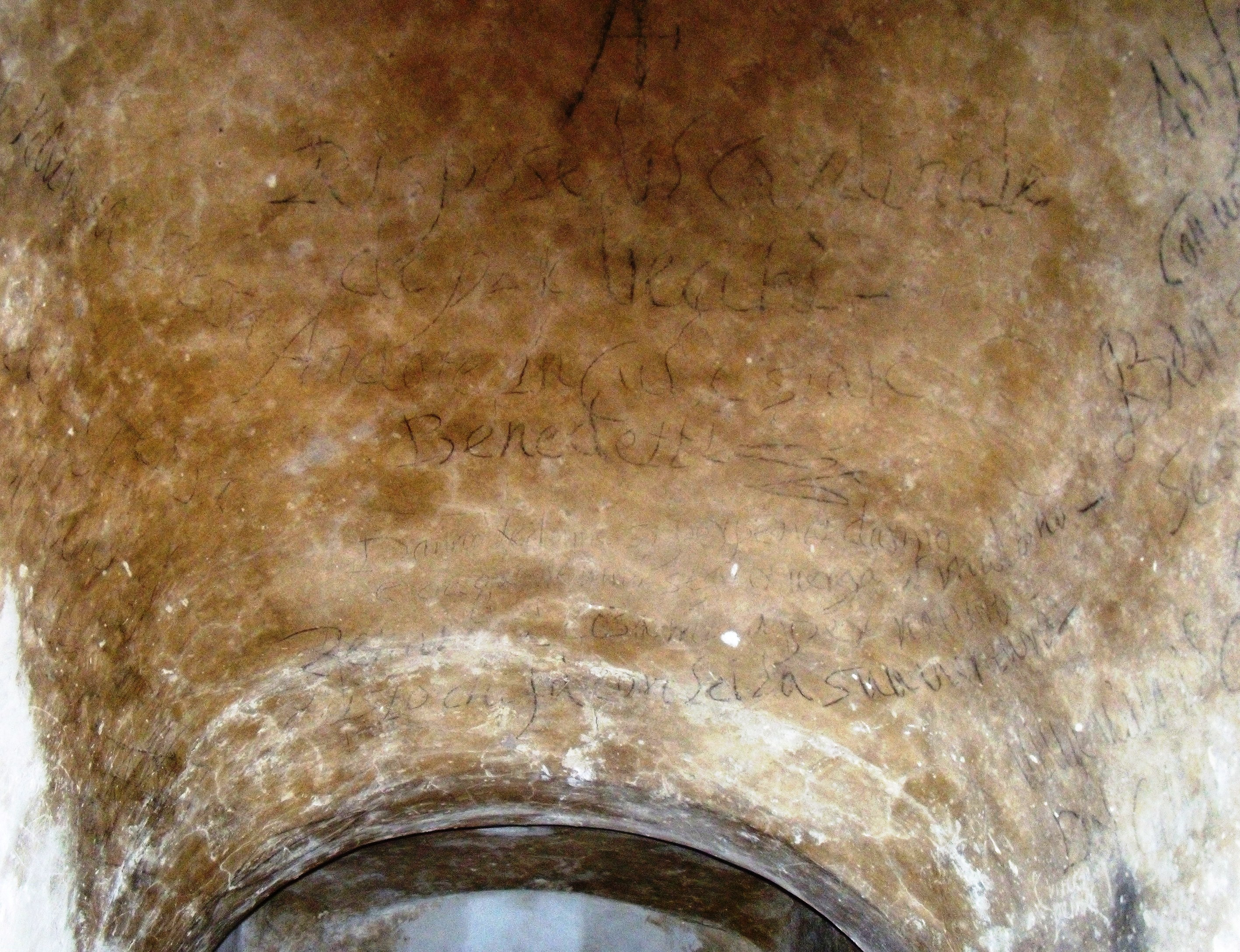
La volta della cella del piano terra conserva i graffiti e le scritte realizzate dai detenuti nel corso degli anni.

Subito dopo il terremoto del 5 giugno 1688, con la ricostruzione ex novo della cittadina, si rese necessario reperire un locale da adibire temporaneamente a funzioni carcerarie. Infatti la scelta del conte Marzio Carafa e di suo fratello Marino Carafa di ricostruire l'abitato più a valle ed in un sito diverso dal precedente, causò non poche polemiche ed alcuni cerretesi «furono costretti anche con le Carceri portarsi altrove ad abitare».
Fu adibita temporaneamente a carcere la "masseria" del barone Petronzi, una casa colonica che non aveva subìto molti danni dal terremoto e che nei giorni successivi al terribile evento aveva ospitato anche le suore di clausura salvatesi alla distruzione del loro monastero.
Nel 1709 l'Universitas, che era riuscita ad accantonare la somma necessaria per avviare il cantiere, ottenne dal conte Carlo Carafa sia l'autorizzazione a procedere con l'appalto e sia il progetto delle carceri che fu redatto dal regio ingegnere Giovanni Battista Manni. Il luogo scelto per edificare le carceri fu una porzione dell'isolato sul quale, negli anni successivi, furono edificati altri edifici pubblici quali la taverna ducale, il primo nucleo del teatro comunale, la dogana (ufficio riscossione tributi) e l'ospedale.
La costruzione delle carceri fu affidata al cerretese Nicola Paduano che terminò il suo lavoro nel 1711, anno in cui il Paduano comunicò agli eletti dell'Universitas che l'opera era costata 1765 ducati, 4 tarì e 9 grana per la struttura muraria e 161 ducati per le opere in ferro (inferriate varie). L'importo superava di ben 403 ducati le previsioni di spesa e siccome la civica amministrazione non era in grado di coprire il disavanzo, il conte Carlo Carafa si offrì di donare i 403 ducati a patto che negli anni successivi l'Universitas avrebbe dovuto costruire gli altri edifici pubblici progettati da Giovanni Battista Manni e cioè il forno pubblico e la dogana.
Le condizioni di vita dei detenuti erano pessime tanto è vero che nella prima metà del XVIII secolo l'Universitas fu costretta a prendere in locazione una casa (l'attuale ex sede del P.C.I. su corso Umberto I) che adibì per alcuni anni a carcere. Alcuni detenuti, a causa della puzza e delle cattive condizioni igieniche, subivano una sorta di arresti domiciliari come avvenne nel 1765 ai fratelli Venusto e Gaetano Gizzi che, prossimi al crollo, furono trasportati in una casa privata.
Le carceri feudali, divenute successivamente carceri mandamentali, sono state in funzione sino agli anni 1970.

## Descrizione

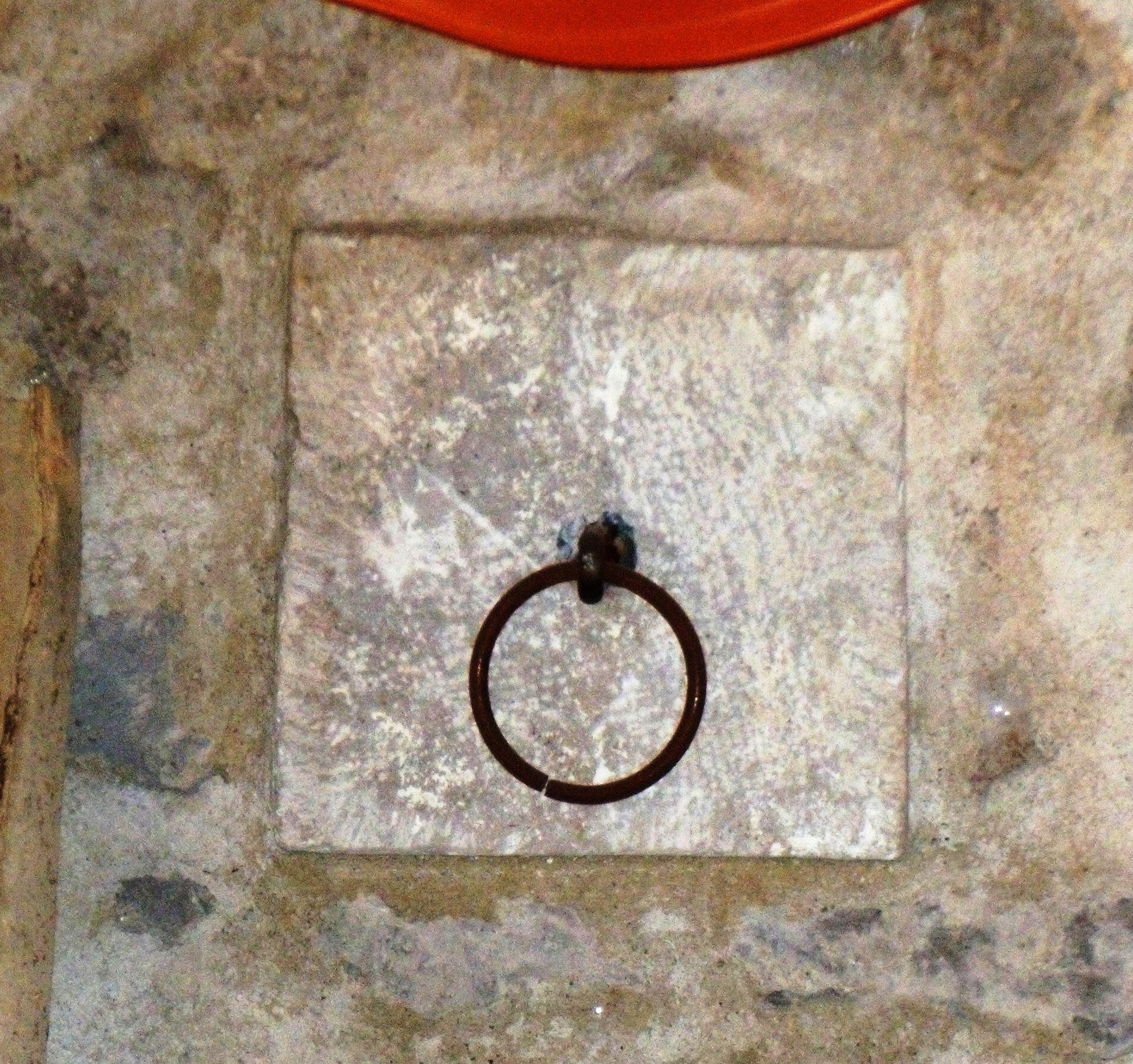
Uno dei ganci circolari in ferro ai quali venivano attaccati i detenuti mediante delle catene.

L'ingresso originario delle carceri è sito lungo via Sannio ed è costituito da un grazioso portale in pietra locale lavorata.
L'ingresso sito sulla piazza è stato realizzato successivamente. Al posto di questa porta originariamente c'era una finestra dalla quale i detenuti parlavano con l'avvocato o con i parenti.
Il piano terra è costituito da un vasto ambiente alle cui pareti si possono vedere ancora i ganci circolari in ferro ai quali venivano attaccati i detenuti mediante delle catene.
Sono da notare le possenti mura che sono spesse circa due metri.
Nel vano sottoscala è sita una cella che conserva ancora le scritte e i graffiti realizzati dai reclusi. In fondo alla cella, a destra, è sita la latrina.
Nel piano superiore venivano rinchiuse le donne ed i condannati per gli illeciti civili.
Di fronte alle carceri feudali, ad angolo fra via Sannio e vico Guarino, è sita la casa che in passato ospitava gli armigeri o sgherri, le guardie che erano al comando del governatore della contea.